# Льонолисник звичайний
Льонолисник звичайний, льонолисник льонолистий (Thesium linophyllon) — вид рослин з родини санталових (Santalaceae), поширений у Європі й Туреччині.

## Опис
Багаторічна рослина 15–40 см. Рослина з повзучими підземними пагонами або довгою підземною частиною стебла. Листки лінійно-ланцетні, з 3 жилками.

## Поширення
Поширений у Європі й Туреччині.
В Україні вид зростає в чагарниках, на схилах — у Карпатах і Поліссі, зрідка; в Лісостепу і Степу, зазвичай.